# Lijst van spelers van Baronie
Dit is een lijst van voetballers die minimaal één officiële wedstrijd hebben gespeeld in het eerste elftal van de Nederlandse voormalig betaaldvoetbalclub Baronie.

## A
- Van Aalsum
- Tini van Aarle
- Cor Aben

## B
- Jos van Baal
- Fons Bastiaansen
- Jos Beenhakkers
- Cees Beerens
- Kees van den Berghe
- Van den Berk
- Ad den Besten
- Theo Bilok
- Cees Boeren
- Koos Boeren
- Ad Brekelmans
- Ad van den Broek
- Piet van den Broek
- Wim van den Broek
- Addy Brouwers
- Matti Brouwers

## C
- Leo Canjels
- Toon van de Corput

## D
- Gerrie Deijkers
- Frans van Deuren
- Tiest van Dongen

## G
- Gabriëls
- Hans Gelissen
- Johnny Geraeds
- Joop van Ginneken
- Jack de Graaf
- Kees Groeneveld

## H
- Nol van de Haterd
- Rein Harting
- Johan Havermans
- Cees Heijboer
- Anton Hermans
- Riny van de Heuvel
- Ad Holleman
- Dick Hoogmoed
- Theo van Hooydonk
- Ed Hop
- Kees Hurckx

## I
- Frits van Ierland
- Ad van Ierssel
- Ben van Ierssel
- Henk van Ierssel
- Kees van Ierssel

## J
- Aad Jansen
- Wally Jansen
- Nico Jongenelen
- Frans de Jong
- Hans de Jongh

## K
- Piet Kamberg
- Piet Kas
- Sjef van Kessel
- Frans Kielman
- Joop van Knijff
- Ad Kop
- Joop Korebits
- Jos Kuystermans

## L
- Ad de Laat
- Henk van de Langenberg
- Willem Leemans
- Cees Leijten
- Hennie Lelieveld

## M
- Piet Maas
- Cock Meijer
- Ad Meulemans

## O
- Hans Olfers
- Piet van Oosterwijk

## P
- Ferry Pirard

## R
- Piet van Raak
- Gerrie Reedijk
- Frans Remie
- Jef Ritzen
- Frans Roelandt

## S
- Ger Saris
- C. A. Schets
- Ad Schillemans
- Ad Schnebeli
- Cees Schoenmakers
- Jan Segers
- Koos Sins
- Henny Soffers
- Rinus Steenbergen
- Charles Stickers

## V
- Ad Vermolen
- Benno Verschut
- Visser
- Jan Vleugels
- Johan Voeten

## Z
- Rini van Zundert